# Orangeville (Ohio)
Orangeville is een plaats (village) in de Amerikaanse staat Ohio, en valt bestuurlijk gezien onder Trumbull County.

## Demografie
Bij de volkstelling in 2000 werd het aantal inwoners vastgesteld op 189.
In 2006 is het aantal inwoners door het United States Census Bureau geschat op 184, een daling van 5 (-2.6%).

## Geografie
Volgens het United States Census Bureau beslaat de plaats een oppervlakte van
2,9 km², waarvan 2,1 km² land en 0,8 km² water. Orangeville ligt op ongeveer 321 m boven zeeniveau.

## Plaatsen in de nabije omgeving
De onderstaande figuur toont nabijgelegen plaatsen in een straal van 16 km rond Orangeville.